# エリック・テンプル・ベル
エリック・テンプル・ベル（Eric Temple Bell、1883年2月7日 - 1960年12月21日）は、スコットランド生まれの数学者、SF作家。生まれはスコットランドであるが、人生の大半をアメリカ合衆国で過ごした。ノンフィクションを発表する際には本名を用い、フィクションを発表する際にはジョン・テイン（John Taine）という名前を用いた。

## 幼少期・学生時代
スコットランド、アバディーンのPeterheadにHelen Jane LyallとJames Bell Jr.の3人の子どものうち3番目の子として生まれる:17。エリックが15か月だった1884年に父がカリフォルニア州サンノゼに引っ越した。1896年に父が死去した後、家族はイングランドのベッドフォードに戻った。
Bedford Modern Schoolで学び、教師のE. M. ラングレーから数学の勉強を続けることを勧められた。1902年にモントリオール経由でアメリカに戻った。1904年にスタンフォード大学から、1908年にワシントン大学から、1912年にコロンビア大学から学位を取得した。

## 経歴
最初はワシントン大学で、後にカリフォルニア工科大学で教鞭をとった。ワシントン大学にいる間、ハワード・ロバートソンを指導し、博士研究のためにカリフォルニア工科大学に入学するように勧めた。
数論を研究した。特にベル数列参照。 完全に成功したわけではないが、伝統的な陰計算（当時はBlissardの「記号法」と同じものであると理解されていた）を論理的に厳密化することを試みた。収束を気にせずに形式的冪級数として扱われる母関数を使用して多くの仕事を行った。組合せ数学におけるベル多項式やベル数はこの人物にちなむ。
1924年、解析学における功績によりボッチャー記念賞を受賞した。1927年、米国科学アカデミーに選出された。1960年にカリフォルニア州ワトソンビルで死去した。

## 著書
- 『数学をつくった人びと』(Men of Mathematics、早川書房、2003年)
- 『数学は科学の女王にして奴隷』（Mathematics: Queen and Servant of Science、早川書房、2004年）

## ソース
- Reid, Constance (1993). The Search for E. T. Bell, Also Known as John Taine. Washington, DC: Mathematical Association of America. x + 372 pp. ISBN 0-88385-508-9. OCLC 29190602.
- Rothman, T. (1982). "Genius and biographers: the fictionalization of Evariste Galois". American Mathematics Monthly 89, no. 2, 84–106.

## 関連文献
- Tuck, Donald H. (1974). The Encyclopedia of Science Fiction and Fantasy. Chicago: Advent. pp. 36. ISBN 0-911682-20-1